# Edda Művek 13.
Az Edda Művek 13. az Edda Művek stúdióalbuma (legnagyobb slágere után szokás Szellemvilág néven is hivatkozni rá, bár hivatalosan csak sorszámot kapott). Pethő Gábor és Alapi István távozása után érkezett az Eddába Kun Péter és Kicska László, az új albumot már velük vették fel.

## Számok listája
1. Nyitány
2. Szellemvilág
3. Ki van velünk
4. Büszke sas
5. Ezer könny
6. Sír a kopjafa, sír
7. Ma minden más
8. A vas fia
9. Utolsó szó jogán
10. Munkanélküli Blues

## Az együttes felállása
- Donászy Tibor – dobok
- Gömöry Zsolt – billentyűs hangszerek, vokálok
- Kicska László – basszusgitár
- Kun Péter – szólógitár
- Pataky Attila – ének